# Lijst van Orsolobidae
De lijst van Orsolobidae bevat alle wetenschappelijk beschreven soorten spinnen uit de familie van Orsolobidae.

## Afrilobus
Afrilobus Griswold & Platnick, 1987
- Afrilobus australis Griswold & Platnick, 1987
- Afrilobus capensis Griswold & Platnick, 1987
- Afrilobus jocquei Griswold & Platnick, 1987

## Anopsolobus
Anopsolobus Forster & Platnick, 1985
- Anopsolobus subterraneus Forster & Platnick, 1985

## Ascuta
Ascuta Forster, 1956
- Ascuta australis Forster, 1956
- Ascuta cantuaria Forster & Platnick, 1985
- Ascuta inopinata Forster, 1956
- Ascuta insula Forster & Platnick, 1985
- Ascuta leith Forster & Platnick, 1985
- Ascuta media Forster, 1956
- Ascuta monowai Forster & Platnick, 1985
- Ascuta montana Forster & Platnick, 1985
- Ascuta musca Forster & Platnick, 1985
- Ascuta ornata Forster, 1956
- Ascuta parornata Forster & Platnick, 1985
- Ascuta taupo Forster & Platnick, 1985
- Ascuta tongariro Forster & Platnick, 1985
- Ascuta univa Forster & Platnick, 1985

## Australobus
Australobus Forster & Platnick, 1985
- Australobus torbay Forster & Platnick, 1985

## Azanialobus
Azanialobus Griswold & Platnick, 1987
- Azanialobus lawrencei Griswold & Platnick, 1987

## Bealeyia
Bealeyia Forster & Platnick, 1985
- Bealeyia unicolor Forster & Platnick, 1985

## Chileolobus
Chileolobus Forster & Platnick, 1985
- Chileolobus eden Forster & Platnick, 1985

## Cornifalx
Cornifalx Hickman, 1979
- Cornifalx insignis Hickman, 1979

## Dugdalea
Dugdalea Forster & Platnick, 1985
- Dugdalea oculata Forster & Platnick, 1985

## Duripelta
Duripelta Forster, 1956
- Duripelta alta Forster & Platnick, 1985
- Duripelta australis Forster, 1956
- Duripelta borealis Forster, 1956
- Duripelta egmont Forster & Platnick, 1985
- Duripelta hunua Forster & Platnick, 1985
- Duripelta koomaa Forster & Platnick, 1985
- Duripelta mawhero Forster & Platnick, 1985
- Duripelta minuta Forster, 1956
- Duripelta monowai Forster & Platnick, 1985
- Duripelta otara Forster & Platnick, 1985
- Duripelta pallida (Forster, 1956)
- Duripelta paringa Forster & Platnick, 1985
- Duripelta peha Forster & Platnick, 1985
- Duripelta scuta Forster & Platnick, 1985
- Duripelta totara Forster & Platnick, 1985
- Duripelta townsendi Forster & Platnick, 1985
- Duripelta watti Forster & Platnick, 1985

## Falklandia
Falklandia Forster & Platnick, 1985
- Falklandia rumbolli (Schiapelli & Gerschman, 1974)

## Hickmanolobus
Hickmanolobus Forster & Platnick, 1985
- Hickmanolobus ibisca Baehr & Smith, 2008
- Hickmanolobus jojo Baehr & Smith, 2008
- Hickmanolobus linnaei Baehr & Smith, 2008
- Hickmanolobus mollipes (Hickman, 1932)

## Losdolobus
Losdolobus Platnick & Brescovit, 1994
- Losdolobus opytapora Brescovit, Bertoncello & Ott, 2004
- Losdolobus parana Platnick & Brescovit, 1994
- Losdolobus xaruanus Lise & Almeida, 2006
- Losdolobus ybypora Brescovit, Ott & Lise, 2004

## Mallecolobus
Mallecolobus Forster & Platnick, 1985
- Mallecolobus malacus Forster & Platnick, 1985
- Mallecolobus maullin Forster & Platnick, 1985
- Mallecolobus pedrus Forster & Platnick, 1985
- Mallecolobus sanus Forster & Platnick, 1985

## Maoriata
Maoriata Forster & Platnick, 1985
- Maoriata magna (Forster, 1956)
- Maoriata montana Forster & Platnick, 1985
- Maoriata vulgaris Forster & Platnick, 1985

## Orongia
Orongia Forster & Platnick, 1985
- Orongia medialis Forster & Platnick, 1985
- Orongia motueka Forster & Platnick, 1985
- Orongia whangamoa Forster & Platnick, 1985

## Orsolobus
Orsolobus Simon, 1893
- Orsolobus chelifer Tullgren, 1902
- Orsolobus chilensis Forster & Platnick, 1985
- Orsolobus mapocho Forster & Platnick, 1985
- Orsolobus montt Forster & Platnick, 1985
- Orsolobus plenus Forster & Platnick, 1985
- Orsolobus pucara Forster & Platnick, 1985
- Orsolobus pucatrihue Forster & Platnick, 1985
- Orsolobus schlingeri Forster & Platnick, 1985
- Orsolobus singularis (Nicolet, 1849)

## Osornolobus
Osornolobus Forster & Platnick, 1985
- Osornolobus anticura Forster & Platnick, 1985
- Osornolobus antillanca Forster & Platnick, 1985
- Osornolobus canan Forster & Platnick, 1985
- Osornolobus cautin Forster & Platnick, 1985
- Osornolobus cekalovici Forster & Platnick, 1985
- Osornolobus chaiten Forster & Platnick, 1985
- Osornolobus chapo Forster & Platnick, 1985
- Osornolobus chiloe Forster & Platnick, 1985
- Osornolobus concepcion Forster & Platnick, 1985
- Osornolobus correntoso Forster & Platnick, 1985
- Osornolobus magallanes Forster & Platnick, 1985
- Osornolobus malalcahuello Forster & Platnick, 1985
- Osornolobus nahuelbuta Forster & Platnick, 1985
- Osornolobus newtoni Forster & Platnick, 1985
- Osornolobus penai Forster & Platnick, 1985
- Osornolobus thayerae Forster & Platnick, 1985
- Osornolobus trancas Forster & Platnick, 1985

## Paralobus
Paralobus Forster & Platnick, 1985
- Paralobus salmoni (Forster, 1956)

## Pounamuella
Pounamuella Forster & Platnick, 1985
- Pounamuella australis (Forster, 1964)
- Pounamuella complexa (Forster, 1956)
- Pounamuella hauroko Forster & Platnick, 1985
- Pounamuella hollowayae (Forster, 1956)
- Pounamuella insula Forster & Platnick, 1985
- Pounamuella kuscheli Forster & Platnick, 1985
- Pounamuella ramsayi (Forster, 1956)
- Pounamuella vulgaris (Forster, 1956)

## Subantarctia
Subantarctia Forster, 1955
- Subantarctia centralis Forster & Platnick, 1985
- Subantarctia dugdalei Forster, 1956
- Subantarctia fiordensis Forster, 1956
- Subantarctia florae Forster, 1956
- Subantarctia muka Forster & Platnick, 1985
- Subantarctia penara Forster & Platnick, 1985
- Subantarctia stewartensis Forster, 1956
- Subantarctia trina Forster & Platnick, 1985
- Subantarctia turbotti Forster, 1955

## Tangata
Tangata Forster & Platnick, 1985
- Tangata alpina (Forster, 1956)
- Tangata furcata Forster & Platnick, 1985
- Tangata horningi Forster & Platnick, 1985
- Tangata kohuka Forster & Platnick, 1985
- Tangata murihiku Forster & Platnick, 1985
- Tangata nigra Forster & Platnick, 1985
- Tangata orepukiensis (Forster, 1956)
- Tangata otago Forster & Platnick, 1985
- Tangata parafurcata Forster & Platnick, 1985
- Tangata plena (Forster, 1956)
- Tangata pouaka Forster & Platnick, 1985
- Tangata rakiura (Forster, 1956)
- Tangata stewartensis (Forster, 1956)
- Tangata sylvester Forster & Platnick, 1985
- Tangata tautuku Forster & Platnick, 1985
- Tangata townsendi Forster & Platnick, 1985
- Tangata waipoua Forster & Platnick, 1985

## Tasmanoonops
Tasmanoonops Hickman, 1930
- Tasmanoonops alipes Hickman, 1930
- Tasmanoonops australis Forster & Platnick, 1985
- Tasmanoonops buang Forster & Platnick, 1985
- Tasmanoonops buffalo Forster & Platnick, 1985
- Tasmanoonops complexus Forster & Platnick, 1985
- Tasmanoonops daviesae Forster & Platnick, 1985
- Tasmanoonops dorrigo Forster & Platnick, 1985
- Tasmanoonops drimus Forster & Platnick, 1985
- Tasmanoonops elongatus Forster & Platnick, 1985
- Tasmanoonops fulvus Hickman, 1979
- Tasmanoonops grayi Forster & Platnick, 1985
- Tasmanoonops hickmani Forster & Platnick, 1985
- Tasmanoonops hunti Forster & Platnick, 1985
- Tasmanoonops inornatus Hickman, 1979
- Tasmanoonops insulanus Forster & Platnick, 1985
- Tasmanoonops magnus Hickman, 1979
- Tasmanoonops mainae Forster & Platnick, 1985
- Tasmanoonops minutus Forster & Platnick, 1985
- Tasmanoonops mysticus Forster & Platnick, 1985
- Tasmanoonops oranus Forster & Platnick, 1985
- Tasmanoonops otimus Forster & Platnick, 1985
- Tasmanoonops pallidus Forster & Platnick, 1985
- Tasmanoonops parinus Forster & Platnick, 1985
- Tasmanoonops parvus Forster & Platnick, 1985
- Tasmanoonops pinus Forster & Platnick, 1985
- Tasmanoonops ripus Forster & Platnick, 1985
- Tasmanoonops septentrionalis Forster & Platnick, 1985
- Tasmanoonops trispinus Forster & Platnick, 1985
- Tasmanoonops unicus Forster & Platnick, 1985

## Tautukua
Tautukua Forster & Platnick, 1985
- Tautukua isolata Forster & Platnick, 1985

## Turretia
Turretia Forster & Platnick, 1985
- Turretia dugdalei Forster & Platnick, 1985

## Waiporia
Waiporia Forster & Platnick, 1985
- Waiporia algida (Forster, 1956)
- Waiporia chathamensis Forster & Platnick, 1985
- Waiporia egmont Forster & Platnick, 1985
- Waiporia extensa (Forster, 1956)
- Waiporia hawea Forster & Platnick, 1985
- Waiporia hornabrooki (Forster, 1956)
- Waiporia mensa (Forster, 1956)
- Waiporia modica (Forster, 1956)
- Waiporia owaka Forster & Platnick, 1985
- Waiporia ruahine Forster & Platnick, 1985
- Waiporia tuata Forster & Platnick, 1985
- Waiporia wiltoni Forster & Platnick, 1985

## Waipoua
Waipoua Forster & Platnick, 1985
- Waipoua gressitti (Forster, 1964)
- Waipoua hila Forster & Platnick, 1985
- Waipoua insula Forster & Platnick, 1985
- Waipoua montana Forster & Platnick, 1985
- Waipoua otiana Forster & Platnick, 1985
- Waipoua ponanga Forster & Platnick, 1985
- Waipoua toronui Forster & Platnick, 1985
- Waipoua totara (Forster, 1956)

## Wiltonia
Wiltonia Forster & Platnick, 1985
- Wiltonia elongata Forster & Platnick, 1985
- Wiltonia eylesi Forster & Platnick, 1985
- Wiltonia fiordensis Forster & Platnick, 1985
- Wiltonia graminicola Forster & Platnick, 1985
- Wiltonia lima Forster & Platnick, 1985
- Wiltonia nelsonensis Forster & Platnick, 1985
- Wiltonia pecki Forster & Platnick, 1985
- Wiltonia porina Forster & Platnick, 1985
- Wiltonia rotoiti Forster & Platnick, 1985